# Phytomyza nigra
Phytomyza nigra (лат.) — вид двукрылых из семейства минирующих мух.

## Описание
Длина крыльев 1,9-3,0 мм. Третий членик усика относительно короткий. Лоб обычно жёлтый, но иногда коричневатый. Имеется 3–4 фронто-орбитальные щетинки. Глаза густо покрыты мелкими волосками. На среднеспинке  акростихальные щетинки расположены всего в два ряда. Вершина эдеагуса сильно деформирована, дистифаллус представляет собой простую пигментированную трубку, окруженную с сверху и с боков тремя парами длинных узких склеритов. Внутри вида выделяют шесть форм, которые после дополнительных исследований, вероятно, будут рассматриваться как отдельные виды с более ограниченным распространением и пищевыми предпочтениями.

## Биология
Минирует листья многих злаков, в круг кормовых растений входит 46 родов. Является вредителем зерновых культур, включая кукурузу, ячмень, рожь и пшеницу. Особенно большое экономическое значение как вредитель вид имеет в Японии. Здесь отмечается, что больше яиц откладывается на раннеспелых сортах ячменя и пшеницы. Личинки прокладывают линейные мины в верхних или нижних слоях листьев, которые иногда выглядят пятнистыми при соседстве ходов. Окукливание происходит внутри мины.

## Распространение
Встречается в Евразии, на юг до Индии и острова Тайвань, и на западе Северной Америки.